# Jaskinia nad Percią
Jaskinia nad Percią – jaskinia w Dolinie Kościeliskiej w Tatrach Zachodnich. Wejście do niej znajduje się w Wąwozie Kraków, w skałce na stokach Upłazkowej Turni, powyżej Jaskini przy Perci, na wysokości 1240 m n.p.m. Długość jaskini wynosi 15 metrów, a jej deniwelacja 5,5 metrów.

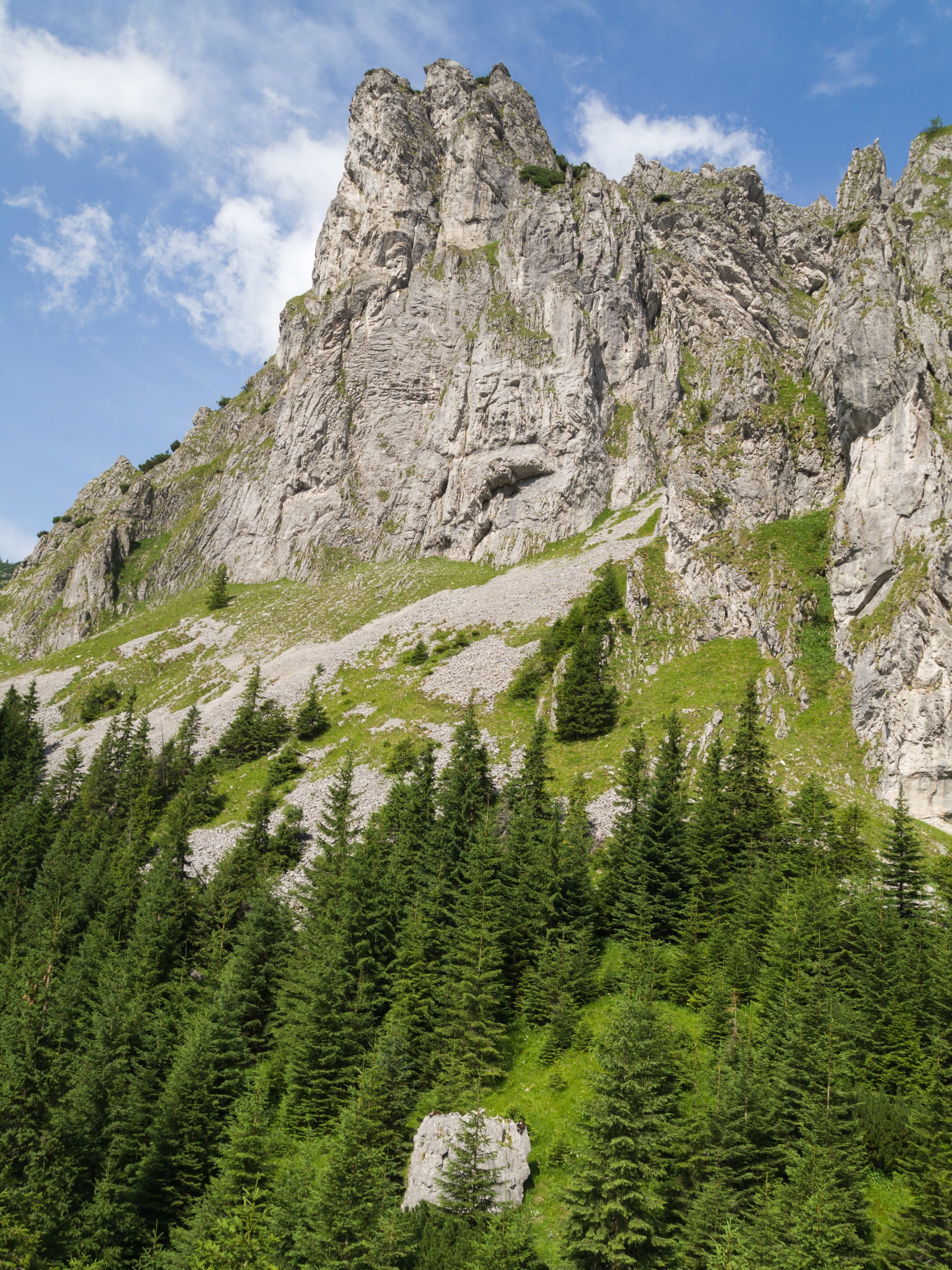
Upłazkowa Turnia

## Opis jaskini
Jaskinię stanowi idący w górę, prawie prosty korytarz zaczynający się w salce przy niewielkim otworze wejściowym, a kończący szczeliną nie do przejścia.

## Przyroda
W jaskini występuje w dużej ilości mleko wapienne i nacieki grzybkowe. Ściany są mokre, brak jest na nich roślinności.

## Historia odkryć
Jako pierwszy jaskinię zbadał J. Nowak w październiku 2006 roku. W tym też roku J. Nowak wraz z J. Ślusarczykiem sporządzili jej opis i plan.